# Frédéric Bessy

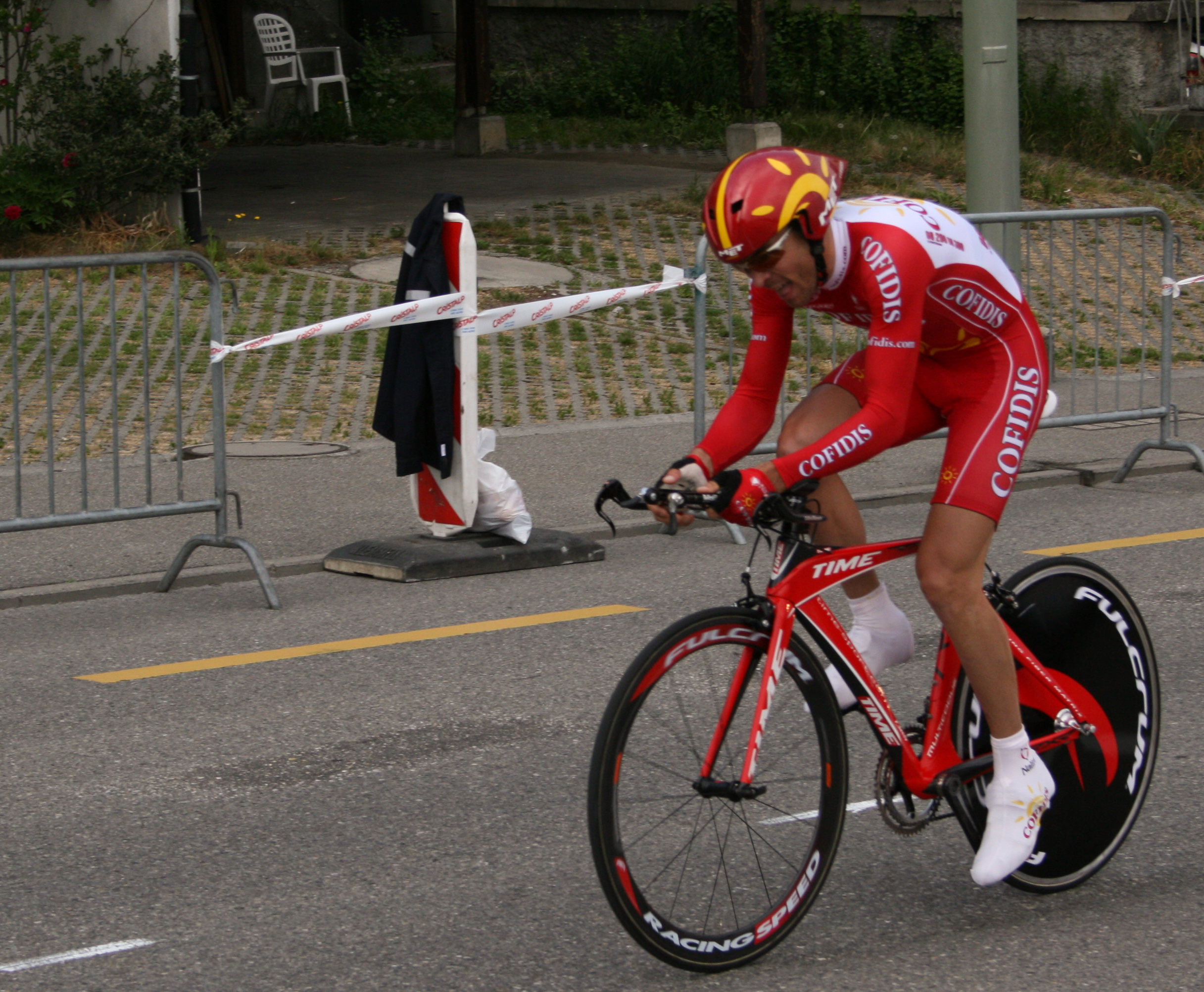
Frédéric Bessy beim Prolog der Tour de Romandie 2007

Frédéric Bessy (* 9. Januar 1972 in Villefranche-sur-Saône) ist ein ehemaliger französischer Radrennfahrer.
Frédéric Bessy begann seine Karriere 1996 bei dem französischen Radsport-Team Casino. 1999 nahm er zum ersten Mal an der Tour de France teil und beendete sie auf dem 42. Gesamtrang. Danach fuhr er ein Jahr für Jean Delatour. 2001 wechselte er zu Crédit Agricole, wo er zwei Jahre lang fuhr. Ab 2003 fuhr Bessy bei dem jetzigen ProTour-Team Cofidis. 2004 landete er seinen größten Erfolg, als er das Schweizer Eintagesrennen Gran Premio di Lugano für sich entscheiden konnte. Im selben Jahr musste er die Tour de France, bei der er insgesamt fünfmal an den Start ging, nach einem Sturz auf der zweiten Etappe zum ersten Mal vorzeitig aufgeben. Ende der Saison 2007 beendete er seine Karriere.

## Palmarès
2004
- Gran Premio di Lugano

## Teams
- 1996–1999 Casino
- 2000 Jean Delatour
- 2001–2002 Crédit Agricole
- 2003–2007 Cofidis